# Pulsed energy projectile
Niektóre z zamieszczonych tu informacji wymagają weryfikacji.
Dokładniejsze informacje o tym, co należy poprawić, być może znajdują się w dyskusji tego artykułu.
 Po wyeliminowaniu niedoskonałości należy usunąć szablon [[Szablon:Dopracować|]] z tego artykułu.
Pulsed energy projectile (PEP) - zarzucony projekt stworzenia niezabijającej broni energetycznej, która ma na celu zdezorientowanie wroga oraz sparaliżowanie go. Broń była opracowywana przez firmę Mission Systems (późniejszy dział Alliant TechSystems).
Za pomocą strumienia na cel miał być skierowany impuls plazmy, który po zetknięciu z celem miał powodować rozbłyski i głośne dźwięki rozpraszające cel, jak również wywoływać efekty kinetyczne na receptory nerwowe. Plazma miała również podgrzewać otaczające cel powietrze tak szybko, że wywoływać miało to jego eksplozję powalającą cel. Broń miała być używana jako uzupełnienie systemu Active Denial System.